# Clara Bang
Clara Rønde Haugaard Bang (født 30. april 2004 i Skanderborg) er en kvindelig dansk håndboldspiller, der til daglig spiller for Nykøbing Falster Håndboldklub og Danmarks kvindehåndboldlandshold.
Bang startede med at spille i Skanderborg Håndbold da hun var 4 år gammel, og har siden udviklet sig som ungdomsspiller gennem klubbens Elite Akademi, SHEA. Alligevel oplevede Bang flere knæskader, der holdte hende uden for håndboldbanen af flere omgange i op til 3 år. Ikke desto mindre, kulminerede hendes comeback i 2023/24-sæsonen med både debut for klubbens ligakvinder og en DM-guldmedalje med SHEA’s U19-piger.
Den efterfølgende sæson blev hun en fast del af klubbens ligahold, hvor hun tilmed blev førstevalg på højre back.
I oktober 2024 blev Bang for første gang udtaget til det danske A-landshold i en alder af 20 år. Hun var tilmed den første i Skanderborg Håndbold i fem år siden Anna Kristensen, der blev udtaget til landsholdet.
I sommeren 2025 skiftede hun til den danske topklub Nykøbing Falster Håndboldklub.